# Dipartimento di Tichitt
Il dipartimento di Tichitt è un dipartimento (moughataa) della Mauritania situato nella regione di Tagant.
Il dipartimento comprende due comuni:
- Tichitt, capoluogo;
- Lekhcheb.